# Selkäsaari (ö i Lappland, Östra Lappland, lat 66,94, long 27,50)
Selkäsaari är en ö i Finland. Den ligger i vattendraget Kitinen och i kommunen Kemijärvi i den ekonomiska regionen  Östra Lapplands ekonomiska region  och landskapet Lappland, i den norra delen av landet, 800 km norr om huvudstaden Helsingfors. Öns area är 10 hektar och dess största längd är 0,9 kilometer i sydväst-nordöstlig riktning.